# اوماشائول
اوماشائول (به لاتین: Umashaul) یک منطقهٔ مسکونی در روسیه است که در داغستان واقع شده‌است.